# Roger Clinton (Schauspieler)

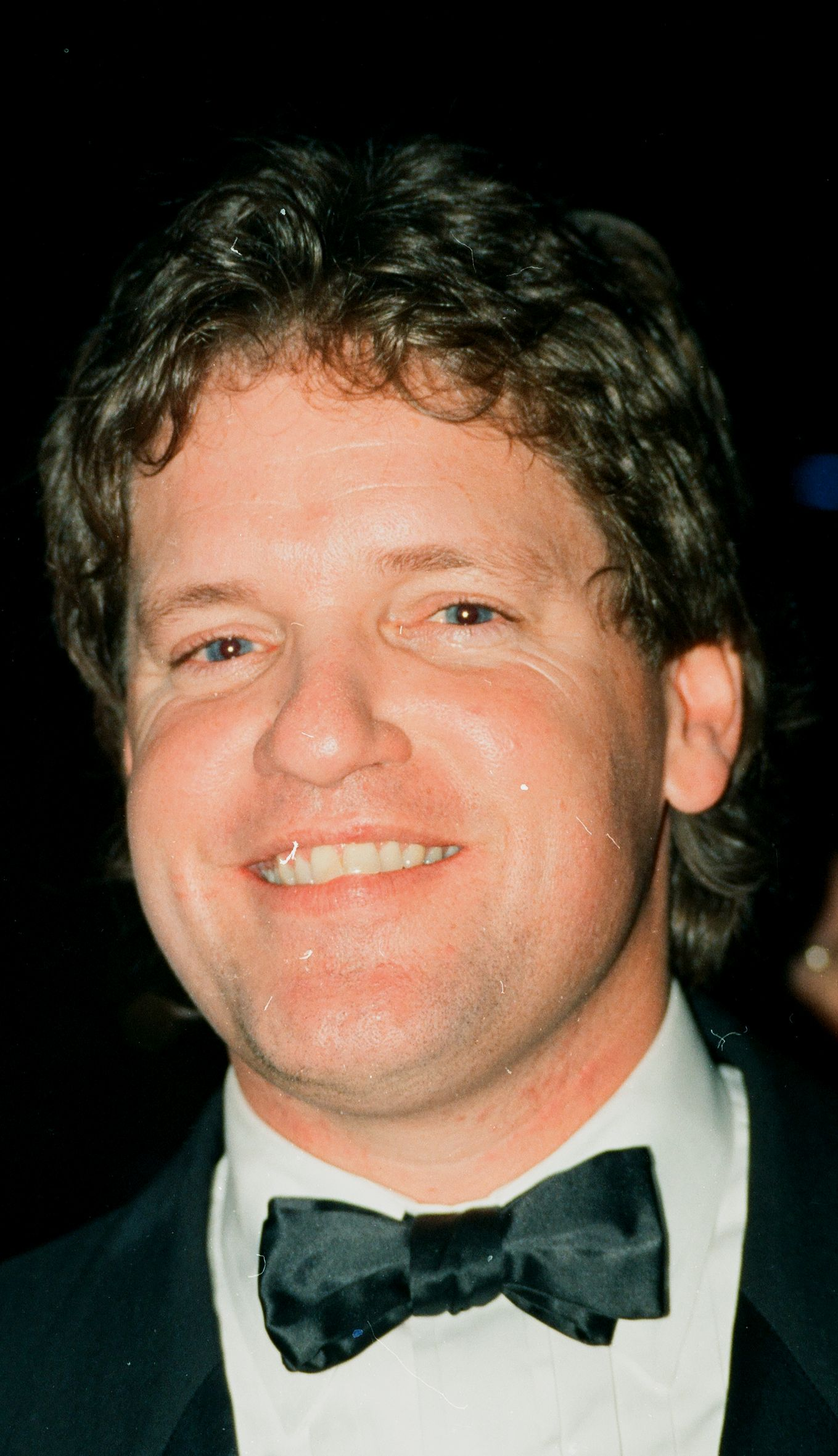
Roger Clinton

Roger Cassidy Clinton (* 25. Juli 1956 in Hot Springs, Arkansas) ist ein US-amerikanischer Filmschauspieler und Musiker. Er ist mütterlicherseits der Halbbruder des ehemaligen US-Präsidenten Bill Clinton.

## Leben
Clinton ist Frontman der Band Politics. Er ist seit dem 26. März 1994 verheiratet. Mit seiner Frau Molly hat er einen Sohn (* 12. Mai 1994).
Aufgrund des Schmuggels und Besitzes von Kokain wurde Clinton seit 1985 mehrmals verurteilt und musste Gefängnisstrafen verbüßen. Im Januar 2001, kurz vor dem Ende der Amtszeit seines Bruders Bill Clinton als US-Präsident, wurde Roger Clinton von diesem begnadigt. Dies wurde in der US-Bevölkerung kontrovers aufgenommen. Wegen seines unberechenbaren Verhaltens erhielt Clinton vom Secret Service den Codenamen „Headache“ (Kopfschmerzen).

## Filmografie (Auswahl)
- 1994: Bis dass der Tod uns scheidet (Till the End of the Night)
- 1995–1996: Die Nanny (The Nanny, Fernsehserie, 3 Folgen)
- 1996: Bud und Doyle – Total schädlich (Bio-Dome)
- 1996: Agent 00 – Mit der Lizenz zum Totlachen (Spy Hard)
- 1997: Cybill (Fernsehserie, Folge 3x19 Name That Tune)
- 1997: Retroactive
- 1998: Sabrina – Total Verhext! (Sabrina, the Teenage Witch, Fernsehserie, Folge 3x02 Boy Was My Face Red)
- 1998: Ich küsse dich, ich töte dich (Implicated)
- 1998: Rugrats – Der Film (Rugrats – The Movie, Stimme)
- 1999: Fünf Freunde in geheimer Mission (P.U.N.K.S.)
- 2007: Die Gebrüder Weihnachtsmann (Fred Claus)